# 南国指令!!スパイvsスパイ
『南国指令!!スパイvsスパイ』（なんごくしれい スパイアンドスパイ、原題：Spy vs. Spy II: The Island Caper）は、アメリカのゲーム会社First Star Softwareが開発し1985年に発売した対戦アクションゲーム。『スパイvsスパイ』の続編。
日本では、コトブキシステムのゲームブランドのケムコより、1987年3月27日にファミリーコンピュータ版が、1992年5月2日にゲームボーイ版『とらっぱーず天国 SPY vs SPY』が発売された。
日本版では前作同様に独自設定が設けられ、ファミリーコンピュータ版では、ケムコ国のスパイの「ヘッケル」（白いスパイ）とトムコ帝国のスパイの「ジャッケル」（黒いスパイ）が洋上の島に隠された新型ミサイルを探索するという設定、ゲームボーイ版では「白スパイ」と「黒スパイ」が秘密兵器の機密資料5種（マイクロフィルム、極秘ファイル、設計図、スーパーLSI、フロッピーディスク）を求めて南の国・火山・氷の国・洞窟・ピラミッドの5か所を巡るという設定になっている。

## システム
前作同様に白いスパイと黒いスパイのうち一方を操作キャラクターとして選択した後、複数のステージから1つを選択し、敵より先にステージ内にある目的のアイテムを入手して既定の場所へ到達すると勝利となる。
ファミリーコンピュータ版では前作と同じくゲーム画面の上が白いスパイ、下が黒いスパイと分割表示されるが、ゲームボーイ版ではプレイヤーのプレイ画面のみが表示される。
前作では罠にかかった時点で「死亡」という扱いだったが、今作ではライフ制となっており、罠にかかるとライフが減少しライフが0になった時点で死亡となる。即死しない代わりに罠に引っかかると動きが一定時間封じられタイムロスとなる。
制限時間は前作ではプレイヤー毎に別カウント（更に死亡するとマイナス30秒のペナルティ）だったが、今作では両プレイヤーで共有されている。また、死亡時の硬直時間が前作より長い。

## 罠（ファミリーコンピュータ版）
スコップ
いわゆるただの落とし穴を作る。キャラクターの動きを一定時間止めることが可能。掘った後は隠す作業をしないと、罠であることが見え見えになる。
ロープ
相手を逆さ吊りにし、動きを一定時間止めることが可能。ヤシの木にしかけ、キャラクターがその前を通過すると発動する。最もダメージが大きい罠。
ヤシの実
キャラクターを気絶させることで、一定時間動きを止めることが可能。ヤシの木にしかけ、キャラクターがしかけのあるヤシの木の前を通過すると発動し､ヤシの実がキャラクターの頭に直撃する。ヤシの木はいずれも、ロープかヤシの実のどちらかしか仕掛けられない。
地雷
地面に埋めて相手がそこを通過すると爆発し、ダメージを与える。ミサイルが埋められている埋め穴とまったく同じため、気づかずに踏んでしまうことがある。始めからステージ内に仕掛けられている地雷もある。

### マップ固有の固定罠
舞台が屋外であるため、地形に由来する固定トラップが多く用意されている。一度引っかかっても消滅することはない。
水死
海の深い所に行きすぎると体力が徐々に減っていき、深みにはまると溺れてしまう。体力が0になると死亡。
ワープゾーン
大きな人の口のようなものがあり、そこへ入るとワープすることが可能。
神の呪い
呪われると顔が赤くなり、動きがそれまでの操作と左右上下逆になる。
底無し沼
入ると体力がどんどん減少する。ボタン連打により回避することが可能。

## 戦闘モード
自キャラと敵キャラがある程度接近すると戦闘モードに移行する。戦闘形式は前作同様殴り合い。
棒
攻撃力が少しアップ、射程は大幅アップ。手に入れるとSの表示。
ナイフ
攻撃力がかなりアップ、射程は小幅アップ。手に入れるとKの表示。

## スタッフ
オリジナル版
- プログラマー：マイケル・J・リーデル

ファミリーコンピュータ版
- プログラマー：道浦忍、戸野文雄、あいはらともはる、ながおかしずほ、いわもとふみ
- キャラクター：すえだきみなり
- 企画：ひらしたやすし、かりおまこと、しながわみのり、たつなかちえみ
- 音楽：増野宏之

## 評価
ファミリーコンピュータ版
ゲーム誌『ファミコン通信』の「クロスレビュー」では合計26点（満40点）、『ファミリーコンピュータMagazine』の読者投票による「ゲーム通信簿」での評価は以下の通り17.03点（満30点）となっている。
| 項目 | キャラクタ | 音楽 | 操作性 | 熱中度 | お買得度 | オリジナリティ | 総合  |
| 得点 | 3.02       | 2.77 | 2.72   | 2.93   | 2.60     | 2.99           | 17.03 |
ゲームボーイ版
ゲーム誌『ファミコン通信』の「クロスレビュー」では、6・6・7・4の合計23点（満40点）、『ファミリーコンピュータMagazine』の読者投票による「ゲーム通信簿」での評価は以下の通り19.0点（満30点）となっている。
| 項目 | キャラクタ | 音楽 | お買得度 | 操作性 | 熱中度 | オリジナリティ | 総合 |
| 得点 | 3.2        | 3.0  | 3.2      | 3.1    | 3.3    | 3.2            | 19.0 |